# Liste der Kulturdenkmäler in Sevenig bei Neuerburg
In der Liste der Kulturdenkmäler in Sevenig bei Neuerburg sind alle Kulturdenkmäler der rheinland-pfälzischen Ortsgemeinde Sevenig bei Neuerburg aufgeführt. Grundlage ist die Denkmalliste des Landes Rheinland-Pfalz (Stand: 27. Juni 2022).

## Einzeldenkmäler
| Bezeichnung                          | Lage              | Baujahr                    | Beschreibung | Bild                           |
| ------------------------------------ | ----------------- | -------------------------- | --- | ------------------------------ |
| Hofanlage                            | Dorfstraße 6 Lage | Mitte des 19. Jahrhunderts | großer Dreiseithof, Mitte des 19. Jahrhunderts; stattliches Wohnhaus mit fünfachsigem Wohnteil und zweiachsigem Backhaus mit Altenteil, bezeichnet 1842 | BW                             |
| Katholische Filialkirche St. Gertrud | Dorfstraße 8 Lage | 1900                       | Saalbau mit Dachreiter, barocke und neugotische Motive, 1900                                                                                            | weitere Bilder Fotos hochladen |